# Maussac
Maussac ist eine französische Gemeinde mit 446 Einwohnern (Stand 1. Januar 2022) im Département Corrèze in der Region Nouvelle-Aquitaine. Die Einwohner nennen sich Maussacois(es).

## Geografie
Die Gemeinde liegt im Zentralmassiv auf dem Plateau de Millevaches und somit auch im Regionalen Naturpark Millevaches en Limousin.
Tulle, die Präfektur des Départements, liegt ungefähr 40 Kilometer südwestlich, Égletons etwa 10 Kilometer südwestlich und Ussel rund 15 Kilometer nordöstlich.
Nachbargemeinden von Maussac  sind Meymac im Norden, Combressol im Osten, Darnets im Süden, Soudeilles im Südwesten sowie Davignac im Westen.
Die Luzège, ein Nebenfluss der Dordogne, durchzieht das Gemeindegebiet.

### Verkehr
Der Ort liegt ungefähr zehn Kilometer nordöstlich der Abfahrt 22 der Autoroute A89.

## Geschichte
Zwischen dem 8. und 6. Jahrhundert vor unserer Zeitrechnung drangen die keltischen Lemoviken in die Region ein und dominierten das Gebiet bis zur Eroberung durch die Römer im 1. Jahrhundert. So geht auch Maussac auf eine gallo-römische Gründung zurück. Der Name entstand aus Mauriciacum, wobei das Suffix -acum keltisch ist und das Gehöft bezeichnet. Aus Mauriciacum wurde dann Maursac (1252) und schließlich Maussac.

## Wappen
Beschreibung: In Rot ein gedrückter goldener Sparren, begleitet von drei goldenen Palmenzweigen. Der rechte Ort ist gold-rot geschacht.
Symbolik: Das Schachbrett ist ein  Hinweis auf das Haus Ventadour.

## Einwohnerentwicklung
| Jahr      | 1962 | 1968 | 1975 | 1982 | 1990 | 1999 | 2007 | 2016 |
| Einwohner | 495  | 513  | 483  | 461  | 397  | 387  | 391  | 435  |

## Sehenswürdigkeiten
- Die Kirche Saint Christophe, ein Sakralbau aus dem 12. und 19. Jahrhundert. Das Gebäude ist seit 1974 als Monument historique klassifiziert.[3]
- Die Kohleminen von Maussac sind einzigartig in der Corrèze. Ausgebeutet wurden die Minen von 1809 bis 1943.[4]